# Arcidiecéze veszprémská
Arcidiecéze veszprémská (maďarsky Veszprémi Főegyházmegye, latinsky Archidioecesis Veszprimiensis) je arcidiecézí římskokatolické církve nacházející se v Maďarsku.

## Historie
Arcidiecéze veszprémská byla údajně založena v roce 1009 králem Štěpánem I. Svatým. V roce 1992 byla povýšena na arcidiecézi. Veszprémská katedrála je zasvěcena archandělu Michaelovi.
Současným arcibiskupem je Gyula Márfi, který byl do funkce jmenován v roce 1997.